# Аверкиев, Владимир Георгиевич
Владимир Георгиевич Аверкиев — советский хозяйственный, государственный и политический деятель, начальник Ленинградского метрополитена в 1965—1976 гг.

## Биография
Родился в 1914 году в Пугачёве. Член КПСС.
С 1940 года — на хозяйственной, общественной и политической работе. В 1940—1980 гг. — заместитель начальника паровозного депо Ленинград, начальник Ленинград-Финляндского паровозного депо, начальник службы локомотивного хозяйства, первый заместитель начальника Октябрьской железной дороги, начальник Приволжской железной дороги, советник-консультант по развитию и эксплуатации метрополитена в Венгрии, начальник Ленинградского метрополитена в 1965—1976 гг., научный сотрудник ЛИИЖТ.
Умер в Ленинграде в 1980 году.